# 孙力军
孫力軍（1969年1月13日—），男，汉族，山東青島人，生于上海，上海外国语学院英语专业毕业，澳大利亚新南威尔士大学“公共卫生和城市管理”专业在职研究生学历，公共卫生硕士学位。曾官至公安部党委委员、公安部国内安全保卫局（一局）局长、公安部二十六局（反邪教局）局长、公安部副部长（副总警监警衔）、中央610办公室副主任及中国法学会副会长。2020年初，在湖北督导抗疫工作期间落马，被撤职查办。2022年9月23日，长春市中级人民法院以受贿罪判处孙力军死刑，缓期二年执行。

## 生平
1988年9月参加工作，1997年12月加入中国共产党（时年28岁）。孙力军大学毕业后，先是和几个温州商人倒卖钢材。后来在父亲的安排下，进入卫生系统工作。历任上海市卫生局外事处翻译、副处长、处长，上海市人民政府外事办公室综合业务处处长、副主任。
2008年起，历任公安部办公厅副主任、公安部党委委员、一局局长、二十六局局长、中央610办公室副主任、公安部港澳台事务办公室主任。2018年3月28日，任公安部党委委员、副部长。根据《华盛顿邮报》引述夏威夷地方法院的法庭文件，在马来西亚商人刘特佐的安排下，孙力军于2017年5月前往中国深圳一家酒店会见时任美国共和党全国委员会财务副主席埃利奧特·布洛伊，希望对方游说特朗普政府驱逐发起爆料革命的流亡商人郭文贵，布洛伊随后交由赌场大亨史提芬·艾倫·永利亲自向特朗普转达孙立军的请求，永利在同年6月与特朗普共进晚餐时转达了这一要求。另外根據自由亚洲电台报导，孙力军长期执行公安秘密任务，参与镇压法轮功、香港铜锣湾书店抓捕及709大抓捕，并且指挥审讯，包括使用酷刑，维权律师、709被捕律师家属和法轮功学员受到严重迫害。
2020年初冠状病毒病疫情期间，孫力軍曾作为中央指导组成员赴武汉督导疫情防控工作。

### 落马
2020年4月19日，中央纪委国家监委网站宣布，孙力军涉嫌严重违纪违法，目前正接受中央纪委国家监委纪律审查和监察调查。当晚，公安部部长赵克志主持召开公安部党委会议，通报孙力军涉嫌严重违纪违法，接受中央纪委国家监委纪律审查和监察调查情况。但并没有给出相关违法证据。孙力军落马前最后一次公开露面是2020年3月5日在武汉市公安局硚口区分局担任两名“95后”女民警的入党介绍人。他是中共十八大以来第三位、十九大以来第二位落马的公安部副部长。 
2020年5月8日，中国国务院免去孙力军的公安部副部长职务。
2021年9月30日，孙力军被开除中共党籍和公职，其中共十九大代表资格也被終止。双开通报中出现了“从未真正树立理想信念”、“在抗击新冠肺炎疫情一线擅离职守”、“政治野心极度膨胀，政治品质极为恶劣，权力观、政绩观极度扭曲”、“成伙作势控制要害部门”、“私藏私放大量涉密材料”等极其罕见的表述，还指出他不仅“对抗组织审查”，甚至还采用了“公安侦查手段” 。《华尔街日报》报道称，孙力军与腾讯一位涉嫌违法共享微信上信息而被拘押的高管存在关系。11月5日，最高人民检察院宣佈以涉嫌受贿罪，对孙力军作出逮捕决定。
2022年1月13日，孙力军涉嫌受贿、操纵证券市场、非法持有枪支案，由国家监察委员会、长春市公安局分别调查、侦查终结，经最高人民检察院指定，由吉林省长春市人民检察院审查起诉。长春市人民检察院已向长春市中级人民法院提起公诉。起诉的罪名比逮捕的罪名增加了两项。中共十八大以来，有多名省部级高官被指控破坏金融秩序，但被控操纵证券市场罪的，孙力军是第一个。他也是中共十九大以来，公安系统省部级官员中第一个被控非法持有枪支罪的。起诉书显示，孙力军贪腐的起点是“上海市卫生局外事处副处长”，这是官方首次披露他曾担任这一职务。孙力军案出现的另一个罕见情况是，地方公安机关参与了调查、侦查。2022年7月8日，吉林省长春市中级人民法院一审开庭审理孙力军受贿、操纵证券市场、非法持有枪支一案。长春市人民检察院指控，孙力军利用职务之便，为他人提供便利，收受贿赂共计折合人民币6.46亿余元；2018年，孙力军应他人请托，指使有关人员通过集中资金优势连续买卖等行为，影响股票交易价格和交易量，情节特别严重；违反枪支管理规定，非法持有枪支2支。孙力军当庭表示认罪、悔罪。法庭没有当庭宣判。

### 宣判
2022年9月23日，吉林省长春市中级人民法院公开宣判，以受贿罪判处孙力军死刑，缓期二年执行，剥夺政治权利终身，并处没收个人全部财产，在其死刑缓期执行二年期满依法减为无期徒刑后，终身监禁，不得减刑、假释，以操纵证券市场罪判处有期徒刑八年，并处罚金人民币一百万元，以非法持有枪支罪判处有期徒刑五年，决定执行死刑，缓期二年执行，剥夺政治权利终身，并处没收个人全部财产，在其死刑缓期执行二年期满减为无期徒刑后，终身监禁，不得减刑、假释；对孙力军受贿犯罪所得及利息予以追缴，上缴国库。

## “团伙”
在2021年9月30日中央纪委国家监委关于双开孙力军的通报中写道：孙力军“为实现个人政治目的，不择手段，操弄权术，在党内大搞团团伙伙、拉帮结派、培植个人势力，形成利益集团，成伙作势控制要害部门，严重破坏党的团结统一，严重危害政治安全。”，根据2022年1月央视专题片《零容忍》与后续通报，披露的孙力军“政治团伙”成员有：
- 原中共江苏省委常委、政法委书记王立科，曾用在小海鲜盒里装美元现金的方式，分多次向孙力军行贿折合人民币9000余万元
- 原上海市副市长、市公安局长龚道安
- 原重庆市副市长、市公安局局长邓恢林
- 原山西省副省长、省公安厅厅长刘新云
- 全國政協社會和法制委員會原副主任、司法部原部长、公安部原副部长傅政华
- 武警少将、原中央纪委国家监委驻国家安全部纪检监察组组长刘彦平

2022年1月24日，公安部召开公安机关肃清孙力军政治团伙流毒影响专题会议，时任公安部党委书记、分管日常工作的副部长王小洪（现已任公安部部长）出席并讲话。会议指出了孙力军政治团伙的危害，部署了今后的相关工作。公安部党委已成立公安部肃清孙力军政治团伙流毒影响专项工作领导小组，各级公安机关要尽快成立相应领导机构和工作机构，在党委和政府领导下，加强同纪检监察、组织人事等部门的沟通配合，确保肃清孙力军流毒。